# Kiro Stojanov

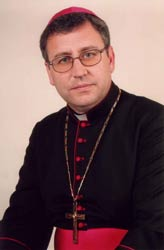
Kiro Stojanov

Monseñor Dr. Kiro Stojanov (9 de abril de 1959 en la villa de Radovo, municipio Bosilovo) es el obispo católico de Skopie y el eparca de la Iglesia greco-católica macedonia. Es el primer obispo católico de etnia macedonia en 104 años. Fue ordenado como sacerdote greco-católico en 1986, y de 1999 a 2005 fue obispo auxiliar y titular de la diócesis de Skopie, que fue dirigida entonces por el también greco-católico Joaquín Herbut. En 2003 se unió a la Orden de Malta.
El 31 de mayo de 2018 el papa Francisco constituyó el exarcado apostólico de Macedonia del Norte en eparquía de la Asunción de la Santísima Virgen María en Strumica-Skopie designando a Kiro Stojanov como su primer eparca, reteniendo a su vez el cargo de obispo de Skopie.